# Romina Dreisch
Romina Dreisch (* 11. Mai 1978) ist eine ehemalige argentinische Handballspielerin, die in der Disziplin Beachhandball von 2009 bis 2014 argentinische Nationalspielerin war.

## Hallenhandball
Dreisch spielte für Asociación Deportiva de Handball Nuestra Señora de Luján in der höchsten argentinischen Liga. Nachdem sie in der Hinrunde (Apertura) 2008 Vizemeisterin geworden war, gewann sie den Titel der Rückrunde (Clausura). 2010 gewann sie mit ihrer Mannschaft das Super-4-Finalturnier um die argentinische Meisterschaft, 2014 erneut. Hinzu kommen Vizemeisterschaften in den Hinrunden 2010 und 2014, den Rückrunden 2011, 2014 und 2015 sowie beim Pokalwettbewerb der Region Buenos Aires, Copa FeMeBal, 2015. 2007 gewann sie mit der FEMEBAL-Auswahl der Auswahl Federación Metropolitana de Balonmano, den Titel bei den Wettkämpfen der argentinischen Regionen.

## Beachhandball
Nach einem ersten Versuch bei den ersten Pan-Amerikanische Meisterschaften 2004 dauerte es bis 2008, dass Argentinien mit Nachdruck am Aufbau einer Beachhandball-Nationalmannschaft mit einem komplett neuen Spielerinnenstamm arbeitete. Zur ersten Generation dieser Spielerinnen gehörte neben Daniela Aguzzi, Melina Cozzi, Marina Imbrogno, Ivana Eliges, Florencia Ibarra, Celeste Meccia, Valeria Miranda, Jésica Presas und Fernanda Roveta auch Dreisch, die von all diesen Spielerinnen die Älteste war und als einzige vor 1980 geboren wurde. Sie wurde noch nicht 2008, sondern erst im Jahr darauf zu den Südamerikanischen Beach Games 2009 in Montevideo erstmals berufen. Sie erreichte mit ihrer Mannschaft das „kleine Finale“ gegen Paraguay, das gewonnen werden konnte und Argentinien die Bronzemedaille gewann. Nächstes Turnier waren zwei Jahre später erneut die South-American Beach Games. Hier erreichten die Argentinierinnen das erste Mal ein internationales Finale, verloren dieses aber mit 0:2 gegen Brasilien. Bei den Panamerika-Meisterschaften 2012 konnte Dreisch mit der Bronzemedaille ihre dritte internationale Medaille gewinnen.
2014 wurde ein besonders aktives Jahr. Zunächst gewann Dreisch bei den Panamerika-Meisterschaften ihre dritte internationale Bronzemedaille und qualifizierte sich mit ihrer Mannschaft damit auch erstmals für eine Weltmeisterschaft. Im weiteren Jahresverlauf standen aber zunächst die South-American Beach Games an, bei denen die argentinische Mannschaft das erste Mal ein Finale erreichte und sich in Vargas nur noch den Gastgebern aus Venezuela geschlagen geben musste. Weniger erfolgreich verliefen die ersten Weltmeisterschaften in Recife im Nachbarland Brasilien. Argentinien belegte den elften und damit vorletzten Platz, konnte einzig Australien hinter sich lassen. Es war Dreischs letzter internationaler Einsatz.

## Erfolge
| Weltmeisterschaften - 2014: 11. Pan-Amerikanische Meisterschaften - 2012: 3. - 2014: 3. | Südamerikanische Beach Games - 2009: 3. - 2011: 2. - 2014: 2. |